# El último (Friends)
«El último» (título original «The Last One») es el último capítulo de la serie de televisión Friends, de la cadena NBC. Este capítulo tiene lugar en el episodio 17 y 18 de la décima temporada; fue escrito por los creadores de la serie, David Crane y Marta Kauffman y dirigido por el productor ejecutivo Kevin S. Bright. Se estrenó en los Estados Unidos el 6 de mayo de 2004, y fue visto por un promedio de 52,5 millones de espectadores, convirtiéndola en la transmisión más vista en seis años.
Este episodio cierra varias historias de larga duración. Ross Geller (David Schwimmer) le confiesa su amor a Rachel Green (Jennifer Aniston) y deciden reanudar su relación y Mónica Geller (Courteney Cox Arquette) y Chandler Bing (Matthew Perry) adoptan dos gemelos y se trasladan a las afueras. La escena final del episodio muestra al grupo yendo a Central Perk a tomar una taza de café por última vez. 
Antes de escribir el episodio, Crane, Kauffman y Bright vieron finales de otros programas como fuente de inspiración. La filmación tuvo lugar en Warner Bros. en Burbank, California; la primera parte fue grabada el 16 de enero y la segunda parte el 23 de enero. La mayoría de las escenas fueron filmadas con un público en vivo en el estudio, pero las escenas más importantes del episodio fueron filmadas sin ninguna audiencia a fin de evitar que revelaran el final, y todo el elenco hizo un juramento de silencio. El final fue bien recibido por los críticos y los miembros del reparto.

## Trama

### Primera parte
Phoebe Buffay (Lisa Kudrow) y Joey Tribbiani (Matt LeBlanc) empaquetan las pertenencias de Mónica y Chandler, que acompañan a Erica (Anna Faris) al hospital. Rachel se va del apartamento de Ross después de acostarse con él la noche anterior. Érica da a luz a gemelos, para sorpresa de Mónica y Chandler, que estaban esperando sólo un hijo. En su apartamento, Joey le enseña a Phoebe su regalo para la nueva casa de Mónica y Chandler, un pollo y un pato para reemplazar al pato y al pollo anteriores. Ross llega y les dice que se ha acostado con Rachel, la cual sale de su habitación y, para su decepción, le dice que el sexo fue "la manera perfecta de decir adiós".
Más tarde en Central Perk, Phoebe lo convence para decirle a Rachel que la quiere antes de que se vaya a París por su nuevo trabajo. Cuando está a punto de decírselo, Gunther (James Michael Tyler) se declara a Rachel, pero ella lo rechaza. Ross decide no decirle nada por miedo a que también lo rechace. Ella se prepara para coger su vuelo, pero espera a que Mónica y Chandler vuelvan con el bebé, que en realidad son dos gemelos, llamados Erica (por la madre biológica) y Jack (por el padre de Mónica). Después de que Rachel se vaya, Ross cambia de opinión y él y Phoebe van al aeropuerto para detenerla.

### Segunda parte
Joey va a su apartamento por el pollo y el pato, pero se da cuenta de que están atrapados en el futbolín. Chandler y Joey deciden romperla cuando no pueden encontrar otra manera de sacar a las aves. Phoebe y Ross llegan al aeropuerto y, después de comprar un billete para pasar por seguridad, buscan el número de vuelo de Rachel. Phoebe llama a Mónica, y descubren que Rachel está en el Aeropuerto Newark, mientras que ellos están en el Aeropuerto JFK. Phoebe llama a Rachel para ganar tiempo. Cuando Rachel le dice a un pasajero que su amiga Phoebe cree que hay un problema con el “Phalange izquierdo” del avión, éste pide a los demás pasajeros que se bajen. Chandler y Joey, no pueden romper el futbolín, por lo que Mónica lo hace por ellos. Después de  rescatar a las aves, Chandler le sugiere a Joey que se quede con ellas. 
Phoebe y Ross llegan al aeropuerto y, ya que todos los pasajeros se han bajado del avión, Ross alcanza a Rachel y le dice que la quiere, pero ella es incapaz de lidiar con esta confesión y se sube al avión de todos modos. Ross vuelve a su apartamento, y encuentra un mensaje de Rachel en su contestador. Ella se da cuenta de que lo quiere y decide bajarse del avión, pero el mensaje se corta. Ross se da la vuelta y ve a Rachel en la puerta y se besan. A la mañana siguiente, todos se reúnen en el apartamento vacío de Mónica y Chandler. Antes de que Mónica y Chandler se muden, deciden ir al Central Perk para tomar una última taza de café juntos.

## Producción

### Guion y música
Los creadores de la serie completaron el primer borrador del final de la serie en enero de 2004, cuatro meses antes de su estreno el 6 de mayo. Antes de escribir el episodio, David Crane, Marta Kauffman y Kevin S. Bright decidieron ver finales de otras series de televisión, prestando atención a lo que funcionaba y lo que no. Encontraron el final de "The Mary Tyler Moore Show" excelente. Los escritores tuvieron dificultades para escribir el episodio, pensando varios días en la escena final sin ser capaces de escribir ni una palabra. Crane dijo que no querían hacer "que la serie se saliera del molde".
La canción que se escucha cuando la cámara filma a través del apartamento vacío al final del episodio es "Embryonic Journey" por Jefferson Airplane. La canción "Yellow Ledbetter" de la banda Pearl Jam también aparece en el episodio —después de que Rachel entra al avión por primera vez— la cual la convirtió en la primera canción de Pearl Jam en estar en un programa de televisión.

### Filmación

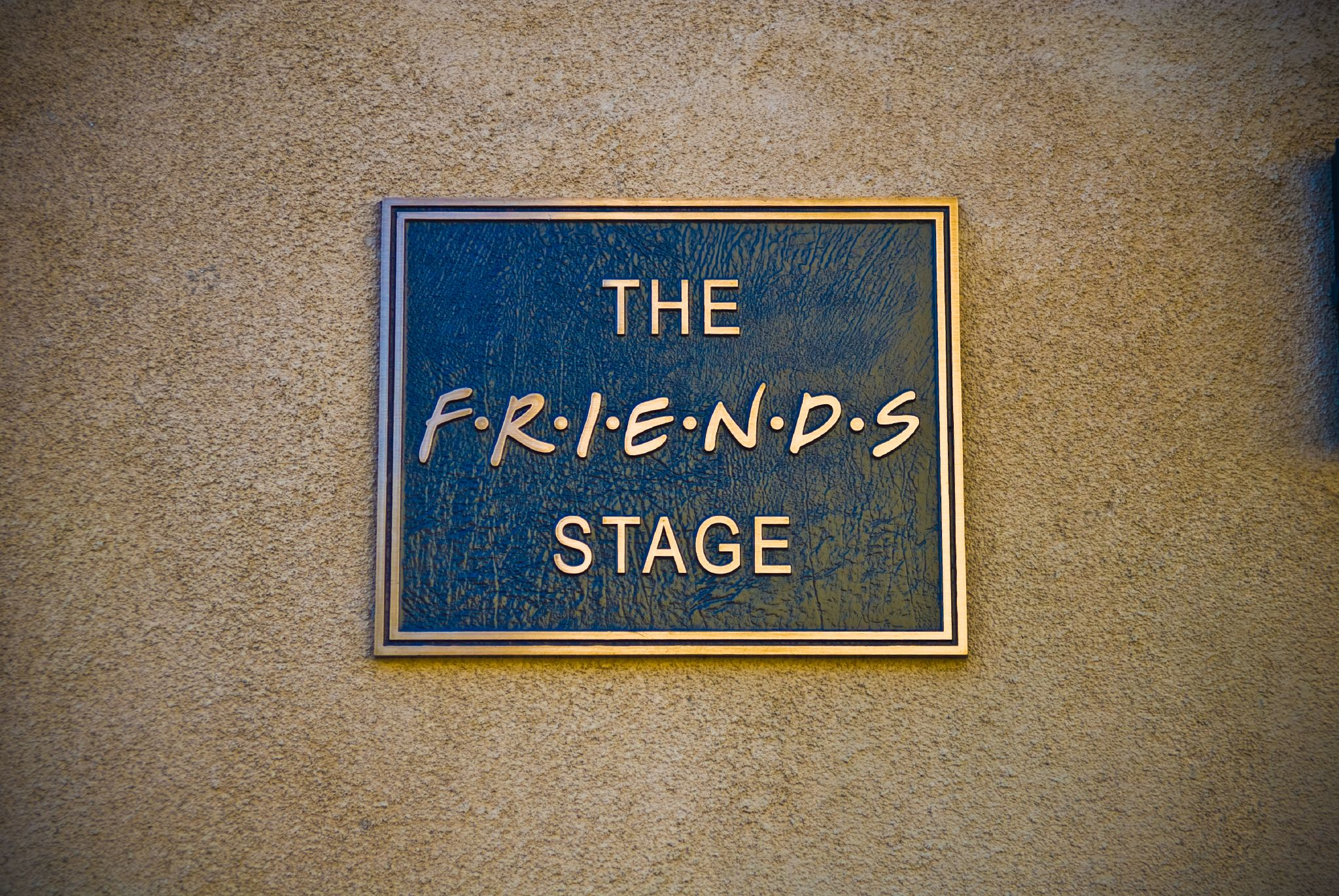
Después de finalizar la serie, el estudio 24 en Warner Bros Studios, fue renombrado como "The Friends Stage".

El episodio fue filmado en Los Ángeles, California en Stage 24 en Warner Bros. Studios, donde Friends fue filmado desde su segunda temporada. La primera parte se grabó el 16 de enero, y la segunda parte el 23 de enero de 2004. Después del final de la serie, el estudio 24 fue renombrado como "The Friends Stage".
Un mes antes de la grabación del episodio final, Aniston dijo que con cada episodio se volvía "más y más difícil leer los guiones". Explicó que todo el elenco estaba "nervioso [...] y que no sabían cómo sentirse. Es posible que necesitemos sedantes en la última noche". Los productores prometieron un final sentimental, y el elenco admitió que su llanto no fue actuado cuando filmaron sus escenas. LeBlanc reveló que había sido demasiado para él y el resto del elenco, afirmó que Kudrow fue la primera en llorar, y cuando él vio a Aniston y Cox también parecían emocionales. Schwimmer, parecía triste también, por lo que LeBlanc "simplemente se dejó llevar". Maggie Wheeler, que interpretaba a la exnovia de Chandler, Janice, dijo a la revista People, "el elenco completo tuvo que volver a maquillarse antes de empezar", y Perry rompió la tensión diciendo: "Creo que van a despedir a alguien". Perry dijo a New York Daily News, que él no lloró "pero, sintió como si fuera hacerlo como por 7 horas".
Aunque estaba previsto que algunas escenas claves del episodio serían filmadas sin ninguna audiencia a fin de evitar filtraciones de la trama, los productores decidieron no preocuparse acerca de eso y filmaron todo en frente de una audiencia en vivo en el estudio. Los productores también divulgaron el rumor de que podrían ser filmadas varios finales; de hecho, solo uno fue planeado y filmado.
Al comienzo de cada episodio de Friends, el elenco ordinariamente se introduciría a la audiencia del estudio uno por uno, pero esta vez el elenco salió junto. "Eso me hizo llorar", dijo Diane Newman, quien era el supervisor de los guiones del show. Entre la audiencia especialmente invitada estuvieron Hank Azaria, quien interpretó a David el novio científico de Phoebe, David Arquette, esposo de Cox, y Wheeler. Brad Pitt, el entonces esposo de Aniston, faltó. Pitt les dijo a los productores que quería que el final fuera una sorpresa para él. Aunque algunos del público fueron invitados, alrededor del 75 % de la audiencia era un “público ordinario” para que sus reacciones fueran compatibles con las del resto de la serie. Sin embargo, amigos, familiares y compañeros del elenco sirvieron como extras en todo el episodio.

## Recepción

### Promoción, índices de audiencia y premios
NBC hizo mucha publicidad durante semanas. El final de la serie se mostró en la ciudad de Nueva York, donde más de 3,000 personas lo vieron en pantallas gigantes en los parques. El final fue objeto de dos episodios de Dateline NBC, uno de los cuales duró dos horas. Antes del estreno del episodio, se mostró una retrospectiva de una hora de clips de episodios anteriores. Tras el final de la serie, The Tonight Show with Jay Leno, fue filmado en el set donde se filmaban las escenas de Central Perk.
 El gasto total de publicidad hecha para el final de la serie fue de un promedio de 2 millones de dólares por 30 segundos de tiempo comercial. Convirtiéndola en el mayor gasto de publicidad más grande de un programa, rompiendo el récord anterior de Seinfeld de 1,7 millones de dólares.
El final fue visto por 52,5 millones de espectadores, convirtiéndolo en la transmisión más vista en seis años. "The Last One" no fue el episodio más visto de Friends; "The One After the Superbowl" que, como indica el título, se emitió después del Super Bowl XXX el 28 de enero de 1996 y tuvo una audiencia de 52,9 millones de espectadores, fue el más visto en la historia del programa. El final de Friends fue el cuarto final más visto en la historia de la televisión, detrás de los finales de M*A*S*H, Cheers y Seinfeld, que fueron vistos por 123, 102,4 y 85,9 millones de espectadores, respectivamente. El final de la serie fue la segunda transmisión para televisión más vista del año, solo por detrás del Super Bowl.
El episodio fue nominado para dos Premios Emmy en la 56.ª Primetime Emmy Awards en la categoría "Mejor edición de sonido en una miniserie, telefilme o especial" y "Mejor mezcla de sonido en una serie o especial multicámara", pero perdió contra Frasier en ambas categorías.

### Crítica
El episodio recibió generalmente críticas positivas. Robert Bianco de USA Today describió el final como entretenido, satisfactorio y elogió la equilibrada mezcla de humor y emoción mientras mostraba a cada uno de los personajes. Sandra Gonzalez de Entertainment Weekly comentó que “con sus nuevos logros, los personajes parecen estar listos para avanzar con sus vidas, pero no se puede decir lo mismo de nosotros. Como el apartamento vacío de Monica en la escena final, siempre estaremos un poco vacíos sin nuestros amigos”. Sarah Rodman del Boston Herald elogió a Aniston y a Schwimmer por su actuación, aunque sentía que la reunión de los personajes "fue un poco desproporcionado, incluso si era lo que la mayoría de los fans querían". Noel Holston del Newsday describió el episodio como "dulce, tonto y satisfactorio", Roger Catlin de The Hartford Courant consideraba que los recién llegados a la serie serían "sorprendidos de que casi cada gag dependiera de la estupidez de los personajes".
Una editorial en USA Today resaltó la opinión de muchos críticos, que encontró el problema con el envejecido elenco, comentando, "Aunque Friends se estaba haciendo aburrido, siguió siendo popular". Heather Havrilesky de Salon.com dijo que a pesar de la "decepcionante temporada y el final mediocre, lo importante es recordar lo grande que el espectáculo fue para nosotros por mucho tiempo". Ken Parish Perkins de Fort Worth Star-Telegram dio al final una B de calificación. Obtuvo el grado de "Magnífico" (en inglés, Superb) en TV.com, con 9,5 sobre 10 de calificación (de 1109 votos).

### Respuesta del elenco

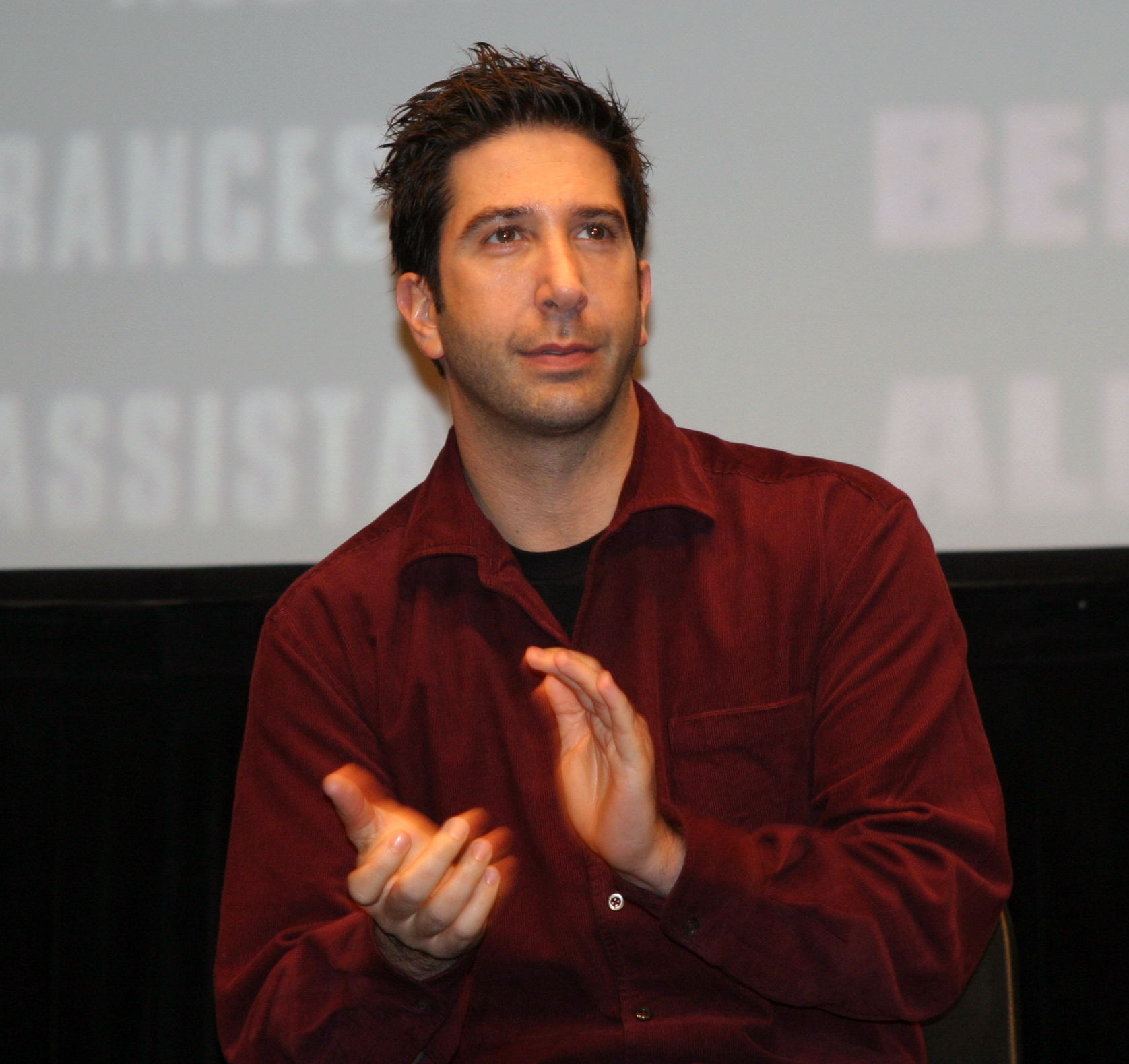
El final fue "exactamente" lo que David Schwimmer esperaba.

Los miembros del elenco se reunieron en Los Ángeles para ver el final. Fue bien recibido por el elenco principal, que estaban seguros de que los fanes tendrían la misma reacción. David Schwimmer dijo, "Es exactamente lo que esperaba. Todos terminamos con una sensación de un nuevo comienzo y la audiencia con una sensación de un nuevo capítulo en la vida de todos estos personajes".
En la grabación del episodio, el elenco y el personal se repartían anuarios y camisetas hechas por el personal de producción para firmarlos entre ellos. El elenco dio a los productores relojes Cartier SA, mientras que los productores le dieron al elenco joyas Neil Lane. Como los sets fueron desarmados, cada uno consiguió un trozo en una caja de vidrio como un recuerdo.
Hubo tres fiestas, las cuales fueron: una cena en la residencia de Aniston y Pitt el 19 de enero de 2004, otra en West Hollywood el 22 de enero y una gran fiesta para 1000 invitados el 24 de enero en Park Plaza Hotel en Los Ángeles. En la fiesta en Park Plaza Hotel, The Rembrandts interpretó el tema principal de la serie, "I'll Be There For You", y el elenco hizo una recreación de la primera escena del episodio piloto.